# Fala Faradaya
Fale Faradaya, nazwane po Michaelu Faradayu, są nieliniowymi falami stojącymi, pojawiającymi się na płynie zamkniętym w wibrującym zbiorniku. Kiedy częstotliwość wibracji osiąga wartość krytyczną, płaska powierzchnia hydrostatyczna zaczyna być niestabilna. Jest to znane jako niestabilność Faradaya. Faraday pierwszy pisał je w dodatku do artykułu do Philosophical Transactions Royal Society w Londynie w 1831.
Jeśli warstwa cieczy położona jest na szczycie pionowego tłoka, pojawia się wzór fal stojących, od oscylujący na połowie częstotliwości sterującej, ustalając pewne kryteria niestabilności. Wiąże się to z problemem parametrycznego rezonansu. Fale mogą przyjmować postać pasków, ciasno upakowanych sześciokątów, czy nawet kwadratów czy wzorów półokresowych. Fale Faradaya są powszechnie obserwowane jako łagodne paski na powierzchni wina w szklance, gdy się nią dzwoni jak dzwonkiem. Fale Faradaya opisują również „fontannowe” zjawisko misy dźwiękowej.
Fale Faradaya oraz ich długość są analogiczne do fal de Broglie oraz ich długości w mechanice kwantowej
.

## Zastosowania

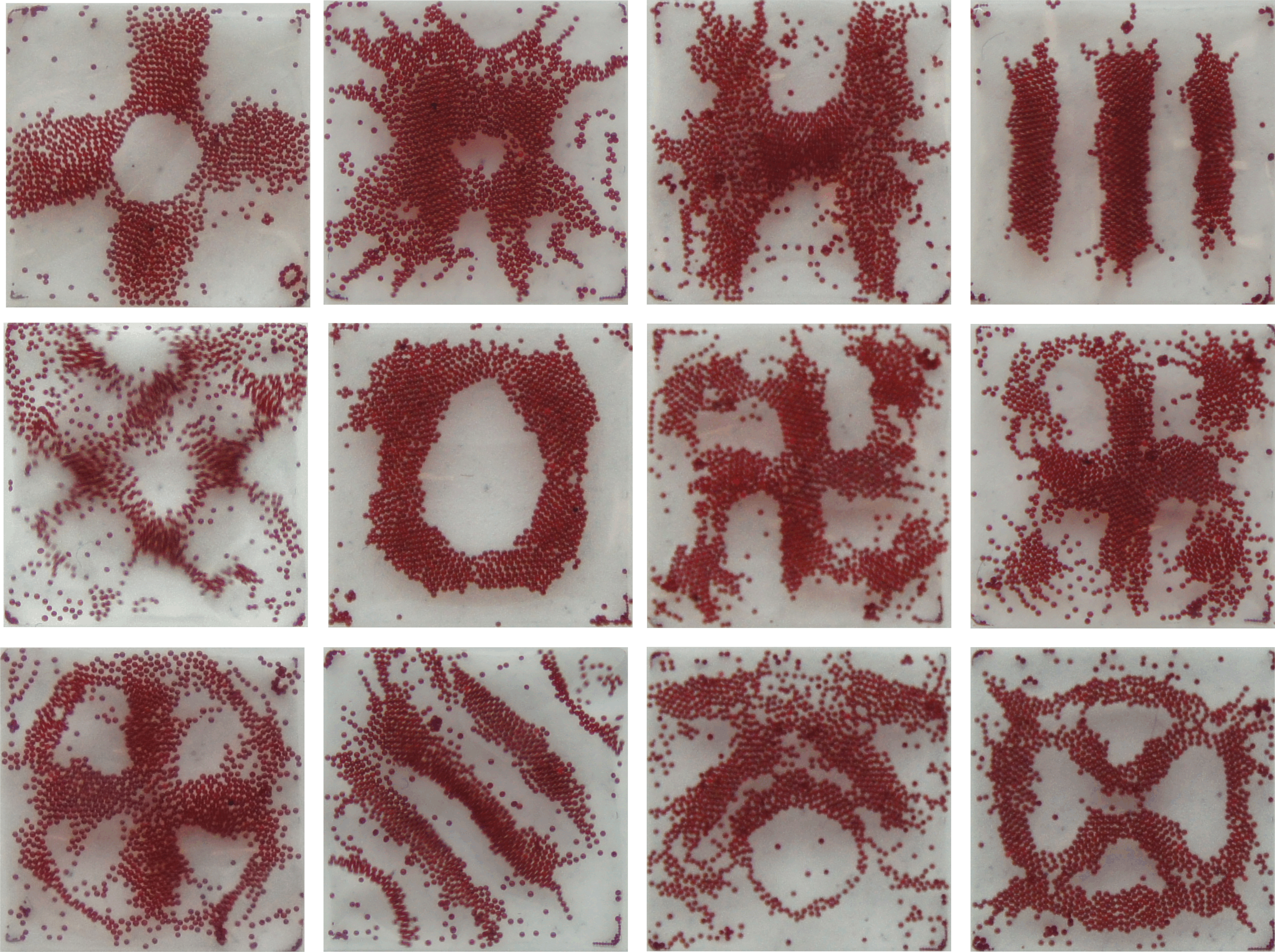
Zgrupowania mikroskopijnych koralików na falach Faradaya

Fale Faradya są używane jako oparty na cieczy wzorzec zgrupowań materiałów mikroskalowych, w tym ciał miękkich, ciał sztywnych, jednostek biologicznych (np. indywidualnych komórek, sferoid komórkowych oraz poruszających się w komórce mikronośnikowych koralików). W przeciwieństwie do wzorca opartego na ciele stałym, model płynny można dynamicznie zmieniać poprzez zmianę częstotliwości wibracji oraz przyspieszenia i przez generowanie różnych zbiorów symetrycznych oraz okresowych wzorów.